# Rubus ellipticus
Rubus ellipticus är en rosväxtart som beskrevs av Smith. Rubus ellipticus ingår i släktet rubusar, och familjen rosväxter. Utöver nominatformen finns också underarten R. e. obcordatus.

## Bildgalleri

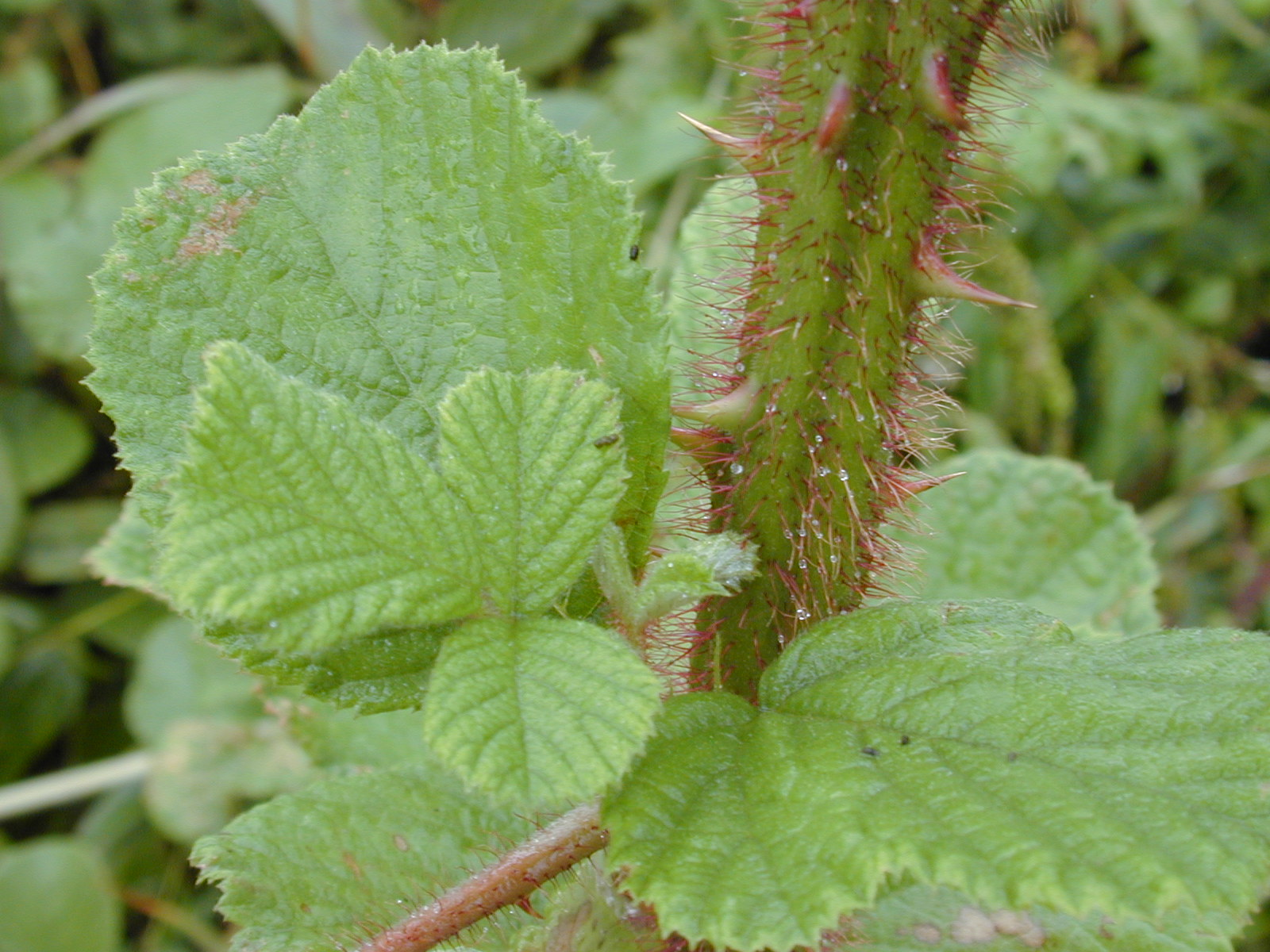
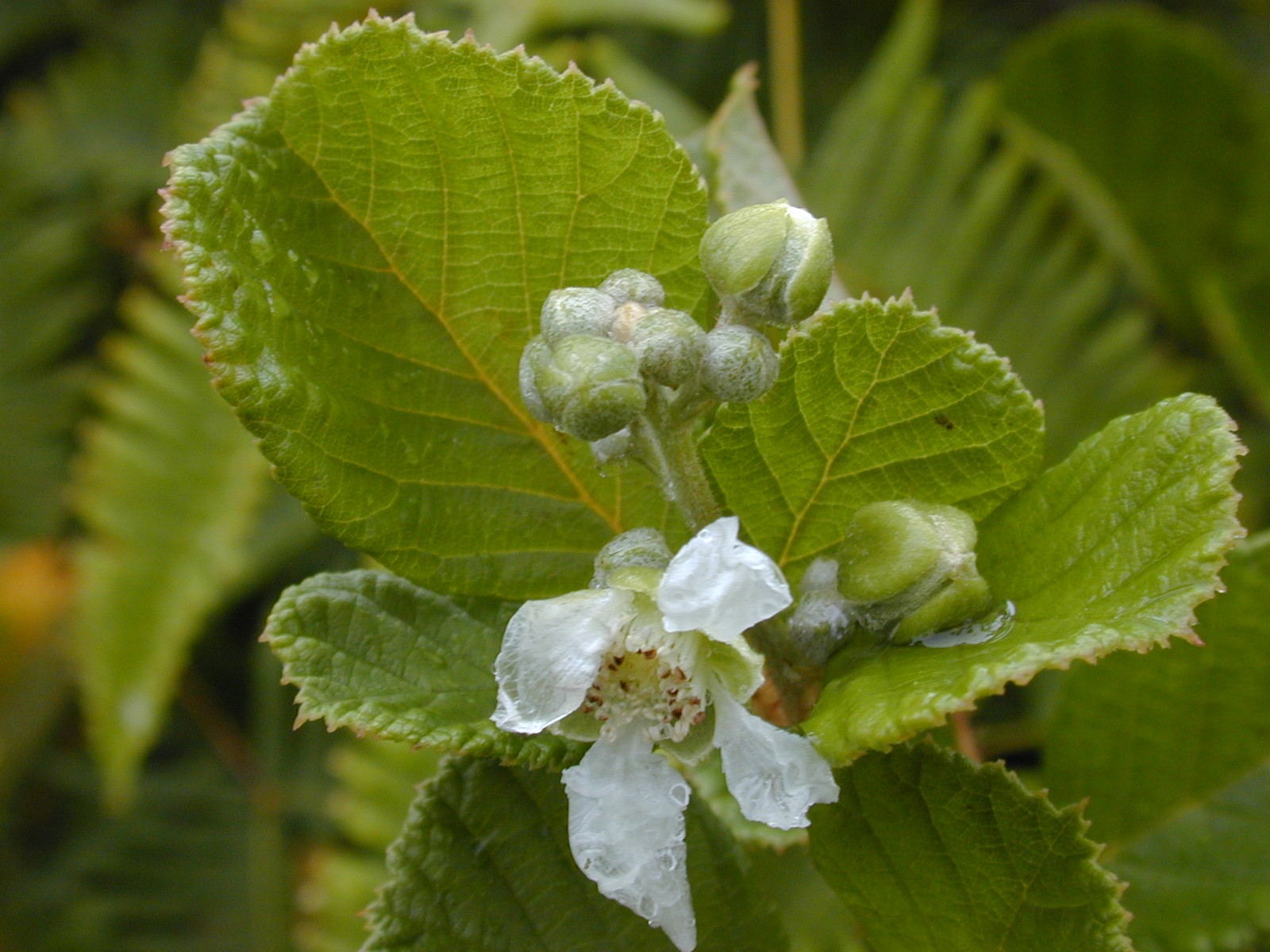
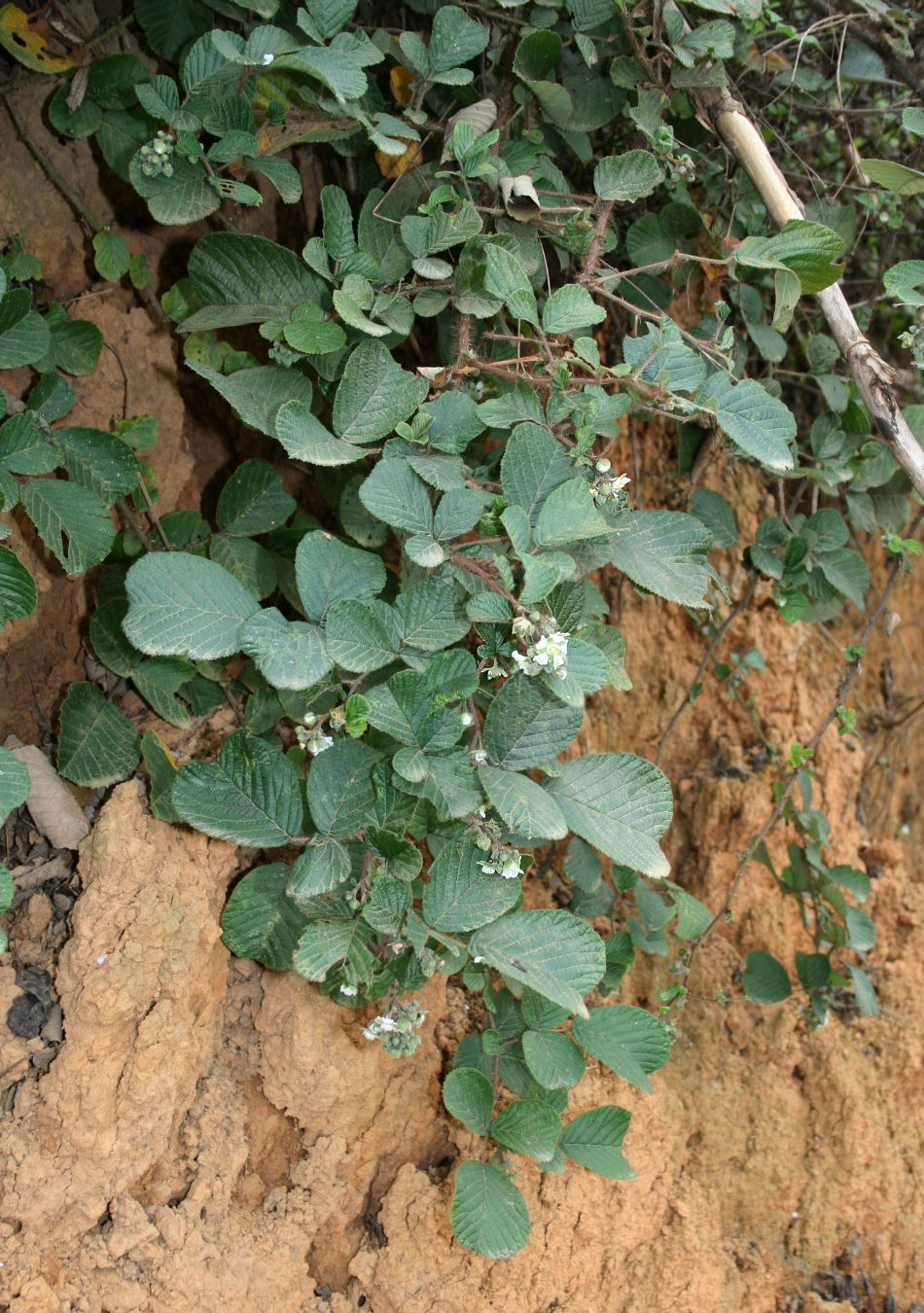
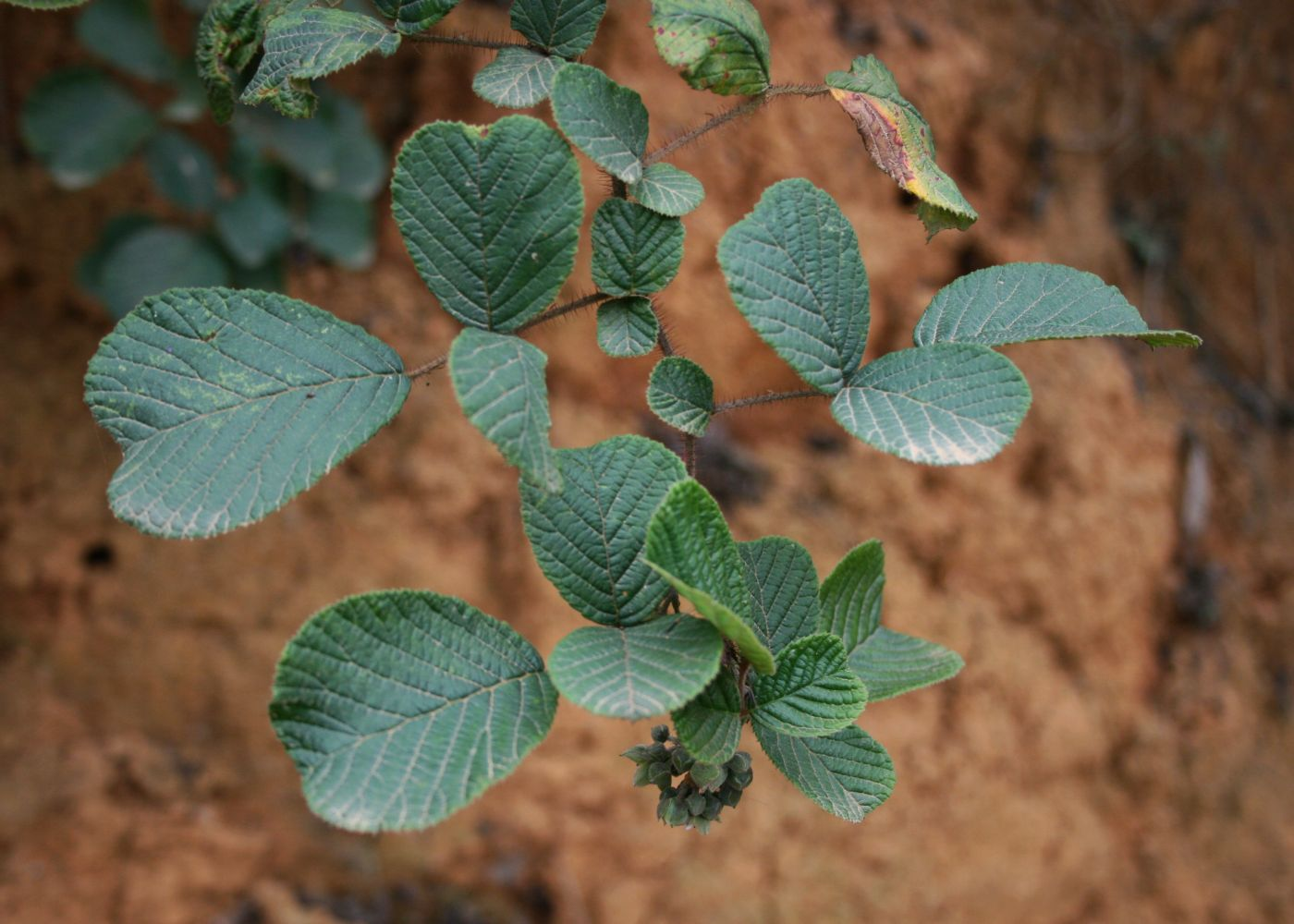
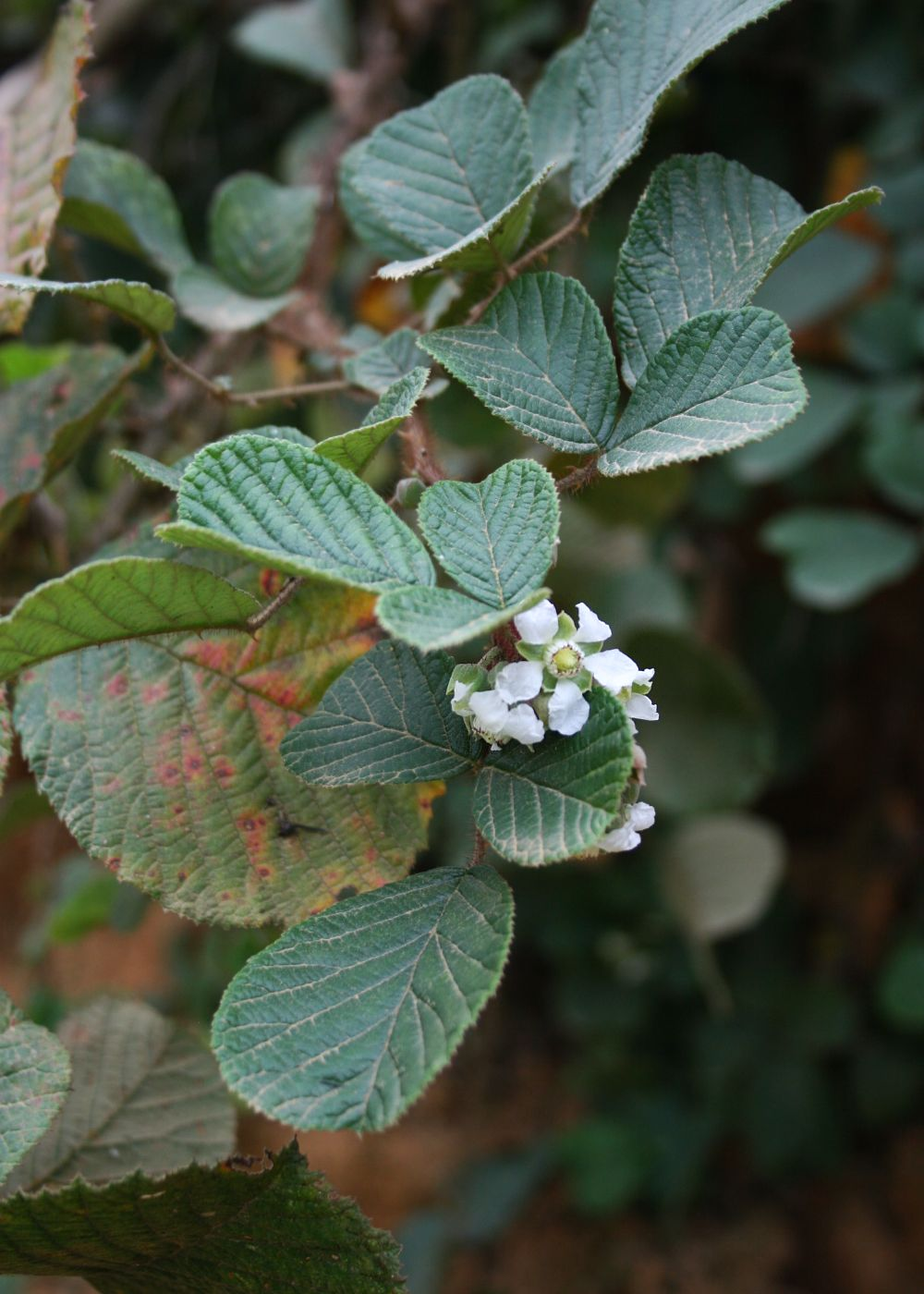
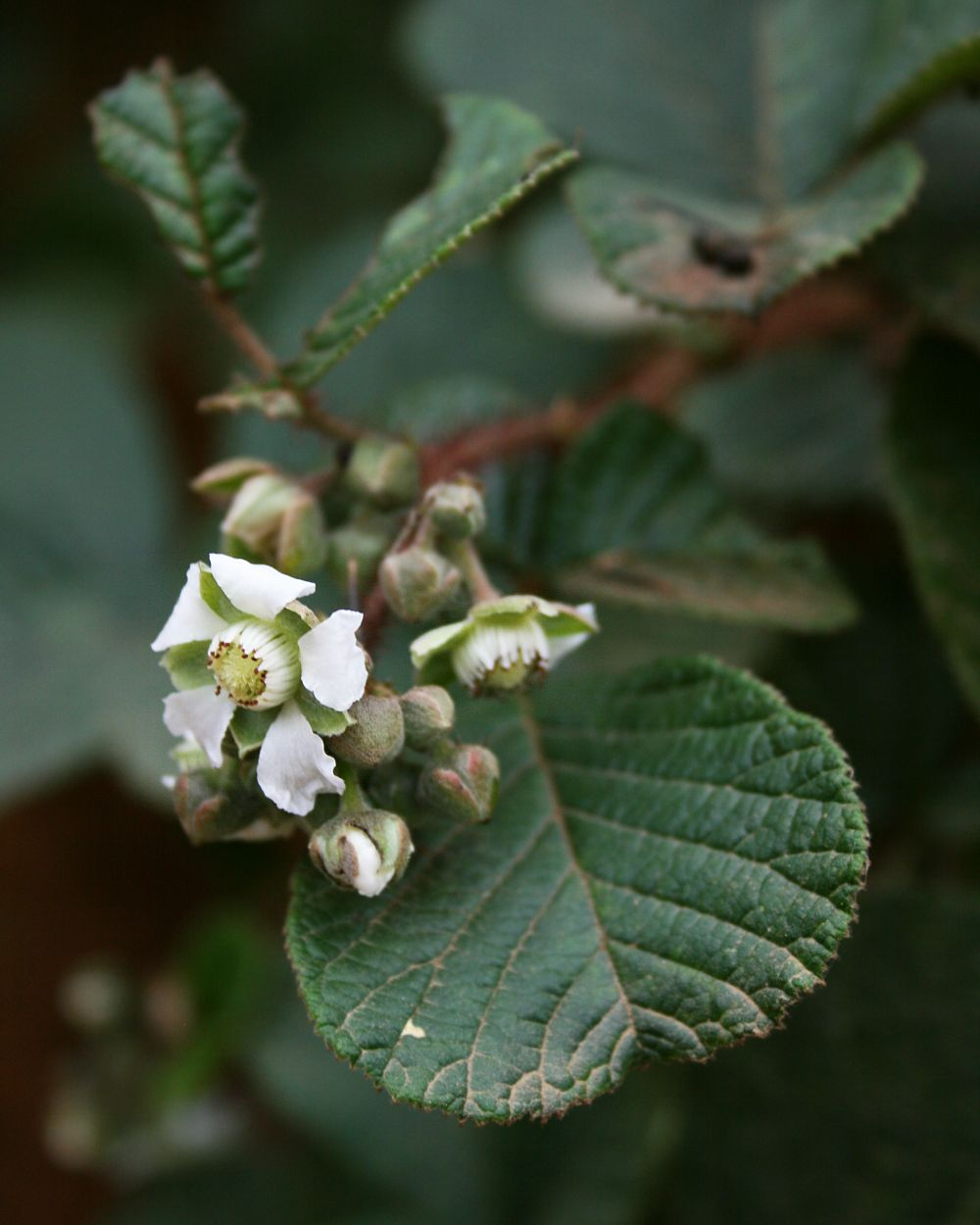